# Peperomia glabrirhachis
Peperomia glabrirhachis är en pepparväxtart som beskrevs av William Trelease. Peperomia glabrirhachis ingår i släktet peperomior, och familjen pepparväxter. Inga underarter finns listade i Catalogue of Life.